# 大韓民国空軍
大韓民国空軍（だいかんみんこくくうぐん 英: Republic of Korea Air Force、 ROK Air ForceまたはROKAF、朝: 대한민국 공군）は、大韓民国国軍を構成する大韓民国の空軍組織である。
基本的に大韓民国の防空識別圏（Korea Air Defense Identification Zone (KADIZ)）内の防空任務のほか、人道支援活動、有事の際の支援が主要任務となる。 
以下本稿では韓国空軍と呼称する。

## 概要
韓国空軍には約65,000人が所属し、約790機の航空機が配備されている。

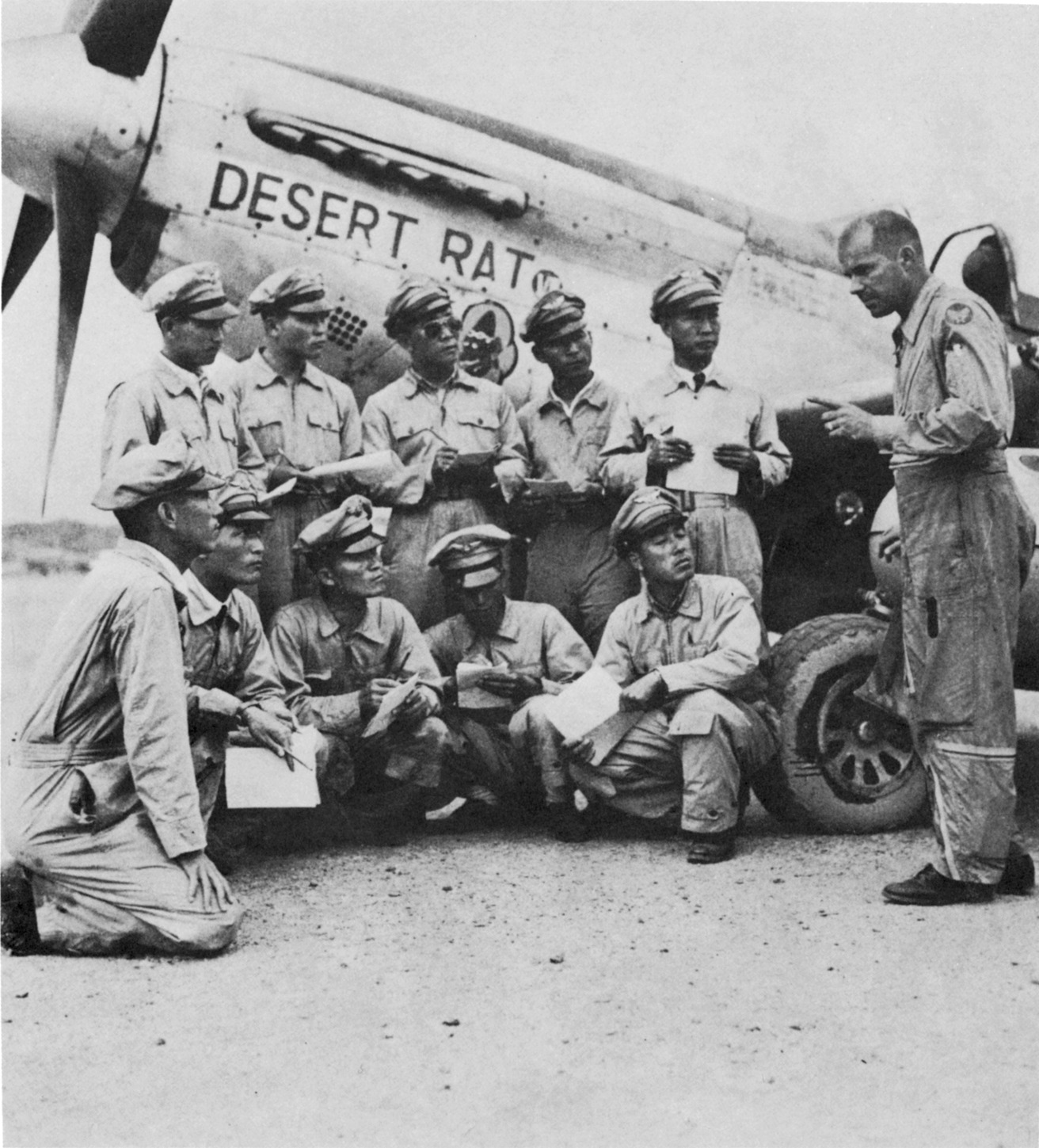
1950年6月27日、米軍より10機のP-51を受領し、説明を受ける韓国空軍要員

1945年の大日本帝国の敗戦により日本による朝鮮統治が終了し、帰国した航空関係者約500人が韓国航空建設協会を結成して航空部隊の建設を建議したがアメリカ軍は認めなかった。そこで統衛部情報局長代理の金英煥が交渉した結果、1948年3月に陸軍の一部として軽飛行隊の創設を認められた。
1948年4月に金貞烈、朴範集、崔用徳、李永茂、李根晳、張徳昌、金英煥の7人が航空幹部要員として歩兵学校に入学して1か月間の基礎軍事教育を終えた。5月1日に警備士官学校に入学して2週間の教育を受けて5月14日に少尉に任官した。そして第1旅団司令部に航空部隊を創設し、司令官は白仁燁が就任した。9月4日にアメリカ合衆国より10機のパイパーL-4グラスホッパーを寄贈され、翌5日に朝鮮警備隊が大韓民国陸軍に改編されると、自動的に陸軍航空隊に改称された。そして15日に初の編隊飛行を行った。しかしL-4型連絡機では航続距離が短いため、1948年末までにL-5型偵察用連絡機10機が導入された。さらに1949年1月には陸軍航空学校を設立した。
L-5型連絡機の購入を機に航空首脳部は空軍の独立を提唱したが、連絡機20機だけで、しかもアメリカ空軍でさえ独立してから1年余りしか経っていない時であったので、顧問団長のロバート准将は時期尚早、参謀総長の蔡秉徳少将は空地協同の建前から空軍独立に反対した。そこで金貞烈が李承晩大統領と申性模国防部長官らに直接訴え、蔡秉徳に執拗に説き、1949年10月1日に現在の韓国空軍が正式に発足した。
その後、1950年に朝鮮戦争が勃発した際、北朝鮮がヤコヴレフYak-9やラーヴォチュキン La-7を当時のソビエト連邦から輸入し、朝鮮人民軍空軍に導入したことを受けて、P-51D マスタングをはじめとする110機を導入、アメリカ空軍からもパイロットが派遣され、軍事規模を拡大して行った。
さらに1960年代から1970年代になると、北朝鮮の脅威からF-86やF-5、F-4といった戦闘機も配備されて行き、1990年代にはF-16・KF-16、2000年代にはF-15Eの韓国型であるF-15Kが導入される等の近代化が進行している。KT-1やT-50といった練習機を国産しているほか、国産戦闘機KF-21の開発も行っている。
2020年代においてもF-35Aの導入など最新鋭機への更新が随時行われている。
2003年には南部戦闘司令部と北部戦闘司令部が設けられた。これらは2015年にはそれぞれ空中戦闘司令部と空中機動偵察司令部に改編された。

## 組織
空軍参謀総長の指揮する空軍本部に次の組織が所属する。
- 作戦司令部（京畿道烏山市）
  - 空中戦闘司令部（大邱空軍基地）（司令官は空軍少将）
  - 空中機動偵察司令部（烏山空軍基地）（司令官は空軍少将）
  - 防空ミサイル司令部（烏山空軍基地）（司令官は空軍少将）
  - 防空管制司令部（司令官は空軍少将）
- 軍需司令部
- 教育司令部（Republic of Korea Air Force Education and Training Command:AFTEC 공군 교육사령부）
  - 空軍士官学校（忠清北道清州市）
  - 空軍大学
- 兵力：6万3千人
  - 航空機：790機

## 基地
- 烏山空軍基地（京畿道平沢市）
- ソウル空軍基地（京畿道城南市）
- 水原空軍基地（京畿道水原市）
- 大邱空軍基地（大邱広域市・共用）
- 泗川空軍基地（慶尚南道泗川市・共用）
- 光州空軍基地（光州広域市・共用）
- 瑞山空軍基地（忠清南道瑞山市）
- 群山空軍基地（全羅北道群山市）

## 所有機体
| 機種                     | 生産国                 | 分類                          | 機体バージョン               | 所有機体数  | 備考                                                       |
| ------------------------ | ---------------------- | ----------------------------- | ---------------------------- | ----------- | ---------------------------------------------------------- |
| F-15E                    | アメリカ合衆国         | マルチロール機                | F-15K                        | 59          | 愛称はスラムイーグル                                       |
| F-16C/D                  | アメリカ合衆国         | C:マルチロール機 D:作戦転換機 | F-16C/DBlock32               | 計C:118D:49 | 完成機輸入                                                 |
| KF-16C/D                 | アメリカ合衆国 韓国    | C:マルチロール機 D:作戦転換機 | KF-16C/DBlock52              | 計C:118D:49 | 完成機輸入もしくは、KAIによるノックダウン/ライセンス生産機 |
| F-35A                    | アメリカ合衆国         | マルチロール機                | F-35A                        | 40          | 2機が機種転換訓練用に使用                                  |
| F-4                      | アメリカ合衆国         | マルチロール機                | F-4E                         | 24          | 後継機としてF-35Aを選定した。                              |
| F-5                      | アメリカ合衆国         | 戦闘機                        | F-5E                         | 153         |                                                            |
| F-5                      | アメリカ合衆国         | 作戦転換機                    | F-5F                         | 29          |                                                            |
| KAI FA-50                | 韓国                   | 軽マルチロール機              | FA-50                        | 60          |                                                            |
| KAI TA-50                | 韓国                   | 練習機・軽攻撃機              | TA-50                        | 22          |                                                            |
| KAI T-50                 | 韓国                   | 練習機                        | T-50                         | 72          |                                                            |
| KAI T-50                 | 韓国                   | アクロバット機                | T-50B                        | 10          |                                                            |
| KAI KT-1                 | 韓国                   | 練習機                        | KT-1                         | 103         |                                                            |
| KAI KT-1                 | 韓国                   | 前線航空管制機                | KA-1                         | 103         |                                                            |
| KAI KC-100               | 韓国                   | 初等練習機                    |                              | 23          |                                                            |
| ホーカー 800             | アメリカ合衆国         | 偵察機 SIGINT機               | ホーカー800RA ホーカー800SIG | 各4計8      | ビジネスジェット機の改造モデル。                           |
| ダッソー ファルコン 2000 | フランス               | ELINT機                       |                              | 2           | ビジネスジェット機の改造モデル。                           |
| ボーイング737            | アメリカ合衆国         | VIP輸送機                     | B737-300                     | 1           | ボーイングカスタマーコードはZ8                             |
| E-7                      | アメリカ合衆国         | 早期警戒管制機                | B737-700AEW&C                | 4           |                                                            |
| ボーイング747-8i         | アメリカ合衆国         | VIP輸送機                     | B747-8i                      | 1           | 大韓航空からのリース                                       |
| エアバス A330 MRTT       | フランス               | 空中給油機                    | A330-200                     | 4           |                                                            |
| C-130                    | アメリカ合衆国         | 戦術輸送機                    | C-130H/-30 C-130J            | 12 4        |                                                            |
| CASA CN-235              | スペイン インドネシア  | 戦術輸送機                    | CN-235-100 CN-235-220        | 18          | (-100)CASA製造 (-220)IAE製造                               |
| CH-47チヌーク            | アメリカ合衆国         | 輸送／戦闘捜索救難ヘリ        | HH-47D                       | 9           |                                                            |
| AS332                    | フランス/ インドネシア | 戦闘捜索救難ヘリ              | AS332L                       | 3           | IPTNのライセンス生産機                                     |
| ベル412                  | アメリカ合衆国         | 戦闘捜索救難ヘリ              | 412                          | 3           |                                                            |
| MD 500                   | アメリカ合衆国         | 偵察ヘリ                      |                              | 25          |                                                            |
| Ka-32                    | ロシア                 | 戦闘捜索救難ヘリ              | HH-32                        | 7           | Ka-27を多目的用途にしたもの。                              |
| S-70                     | アメリカ合衆国         | 汎用／戦闘捜索救難ヘリ        | UH-60L/P                     | 17          |                                                            |
| S-92                     | アメリカ合衆国         | VIP輸送用ヘリコプター         | S-92A                        | 3           |                                                            |
| RQ-4                     | アメリカ合衆国         | 無人偵察機                    | RQ-4                         | 4           |                                                            |

その他、パトリオットミサイルも装備している。